# Souleymane Doukara
Souleymane Doukara (Meudon, 29 settembre 1991) è un calciatore mauritano, attaccante del Gönyeli.
È soprannominato Dudu o the Duck.

## Caratteristiche tecniche
Dotato di un fisico possente e di una grande forza fisica, tuttavia grazie alla sua stazza è abile nel gioco aereo, nonostante ciò possiede una buona velocità e di conseguenza può agire anche come ala.

## Carriera

### Club

#### Inizi
Ha iniziato la carriera a poco più di 17 anni nel Rovigo, giocando una stagione in Lega Pro Seconda Divisione (sei presenze, esordio al Mazza di Ferrara contro la Giacomense, partita terminata 2-2) e due in Serie D.
È anche stato aggregato alla primavera del Milan nel Torneo di Viareggio ma non è riuscito a mettersi in luce.
Nella stagione 2011-2012 torna fra i professionisti, collezionando 37 partite della stagione regolare in quarta serie con la maglia della Vibonese.

#### In serie A con il Catania ed il prestito alla Juve Stabia
Nel 2012 passa al Catania, in Serie A, debuttando in massima serie il 16 settembre nella partita persa per 2-0 in trasferta contro la Fiorentina. Il 2 settembre 2013, durante l'ultima giornata di calciomercato estivo, viene annunciato il suo passaggio in prestito alla Juve Stabia in Serie B. Esordisce con la maglia delle "vespe" nella terza giornata di campionato nella sconfitta avvenuta per 1-3 contro la Reggina. Segna il suo primo gol fornendo anche un assist il 23 novembre all'undicesima giornata di campionato contro il Trapani che non bastano tuttavia a rimediare alla sconfitta subita per 2-3; a fine stagione 21 presenze e 6 gol non bastano alla squadra campana per evitare la retrocessione in Lega Pro piazzandosi all'ultimo posto.

#### Il trasferimento al Leeds
Nell'estate 2014 firma un triennale con gli inglesi del Leeds United. Il 23 febbraio 2016 durante la partita interna tra Leeds e Fulham morde al petto il calciatore venezuelano Fernando Amorebieta prendendo così dalla F.A. ben 8 giornate di squalifica..

#### In Turchia e Arabia
Rimasto svincolato, il 24 agosto 2017 firma un biennale con i turchi dell'Osmanlıspor. Il 31 gennaio 2018 viene ceduto all'Antalyaspor. Il 22 agosto 2019 viene acquistato dall'Al-Ettifaq. Il 17 agosto 2021 firma per il Giresunspor.

### Nazionale
Nato in Francia da genitori di origini mauritane e senegalesi, nell'aprile del 2014 dichiarò di voler rappresentare sportivamente il Senegal. Tuttavia, dopo non essere stato convocato dai leoni della Teranga nel corso degli anni, nel dicembre del 2021 viene inserito nella lista dei preconvocati per la Coppa d'Africa dalla Mauritania.

## Statistiche

### Presenze e reti nei club
Statistiche (parziali) aggiornate al 1º febbraio 2018.
| Stagione            | Squadra             | Campionato          | Campionato | Campionato | Coppe nazionali | Coppe nazionali | Coppe nazionali | Coppe continentali | Coppe continentali | Coppe continentali | Altre coppe | Altre coppe | Altre coppe | Totale | Totale |
| Stagione            | Squadra             | Comp                | Pres       | Reti       | Comp            | Pres            | Reti            | Comp               | Pres               | Reti               | Comp        | Pres        | Reti        | Pres   | Reti   |
| ------------------- | ------------------- | ------------------- | ---------- | ---------- | --------------- | --------------- | --------------- | ------------------ | ------------------ | ------------------ | ----------- | ----------- | ----------- | ------ | ------ |
| 2008-2009           | Rovigo              | 2D                  | 7          | 0          | CI-LP           | 0               | 0               | -                  | -                  | -                  | -           | -           | -           | 7      | 0      |
| 2009-2010           | Rovigo              | D                   | 33         | 5          | CI-D            | 1               | 1               | -                  | -                  | -                  | -           | -           | -           | 34     | 6      |
| 2010-2011           | Rovigo              | D                   | 36         | 6          | CI-D            | 1               | 1               | -                  | -                  | -                  | -           | -           | -           | 37     | 7      |
| Totale Rovigo       | Totale Rovigo       | Totale Rovigo       | 76         | 11         |                 | 2               | 2               |                    | -                  | -                  |             | -           | -           | 78     | 13     |
| 2011-2012           | Vibonese            | 2D                  | 37         | 13         | CI-LP           | 4               | 1               | -                  | -                  | -                  | -           | -           | -           | 41     | 14     |
| 2012-2013           | Catania             | A                   | 12         | 0          | CI              | 2               | 0               | -                  | -                  | -                  | -           | -           | -           | 14     | 0      |
| lug.-set. 2013      | Catania             | A                   | 1          | 0          | CI              | 0               | 0               | -                  | -                  | -                  | -           | -           | -           | 1      | 0      |
| Totale Catania      | Totale Catania      | Totale Catania      | 13         | 0          |                 | 2               | 0               |                    | -                  | -                  |             | -           | -           | 15     | 0      |
| set. 2013-2014      | Juve Stabia         | B                   | 21         | 6          | CI              | 0               | 0               | -                  | -                  | -                  | -           | -           | -           | 21     | 6      |
| 2014-2015           | Leeds United        | FLC                 | 25         | 5          | FACup+CdL       | 1+1             | 0+2             | -                  | -                  | -                  | -           | -           | -           | 27     | 7      |
| 2015-2016           | Leeds United        | FLC                 | 23         | 3          | FA Cup+CdL      | 3+1             | 2+0             | -                  | -                  | -                  | -           | -           | -           | 27     | 5      |
| 2016-2017           | Leeds United        | FLC                 | 34         | 6          | FA Cup+CdL      | 2+3             | 0               | -                  | -                  | -                  | -           | -           | -           | 39     | 6      |
| Totale Leeds United | Totale Leeds United | Totale Leeds United | 82         | 14         |                 | 11              | 4               |                    | -                  | -                  |             | -           | -           | 93     | 18     |
| 2017-gen. 2018      | Osmanlıspor         | SL                  | 15         | 2          | CT              | 4               | 3               | -                  | -                  | -                  | -           | -           | -           | 19     | 5      |
| gen.-giu. 2018      | Antalyaspor         | SL                  | 0          | 0          | CT              | -               | -               | -                  | -                  | -                  | -           | -           | -           | 0      | 0      |
| Totale carriera     | Totale carriera     | Totale carriera     | 244+4      | 47         |                 | 23              | 9               |                    | -                  | -                  |             | -           | -           | 271    | 56     |

### Cronologia presenze e reti in nazionale
| Cronologia completa delle presenze e delle reti in nazionale ― Mauritania | Cronologia completa delle presenze e delle reti in nazionale ― Mauritania | Cronologia completa delle presenze e delle reti in nazionale ― Mauritania | Cronologia completa delle presenze e delle reti in nazionale ― Mauritania | Cronologia completa delle presenze e delle reti in nazionale ― Mauritania | Cronologia completa delle presenze e delle reti in nazionale ― Mauritania | Cronologia completa delle presenze e delle reti in nazionale ― Mauritania | Cronologia completa delle presenze e delle reti in nazionale ― Mauritania |
| Data                                                                      | Città                                                                     | In casa                                                                   | Risultato                                                                 | Ospiti                                                                    | Competizione                                                              | Reti                                                                      | Note                                                                      |
| ------------------------------------------------------------------------- | ------------------------------------------------------------------------- | ------------------------------------------------------------------------- | ------------------------------------------------------------------------- | ------------------------------------------------------------------------- | ------------------------------------------------------------------------- | ------------------------------------------------------------------------- | ------------------------------------------------------------------------- |
| 30-12-2021                                                                | Abu Dhabi                                                                 | Mauritania                                                                | 0 – 0                                                                     | Burkina Faso                                                              | Amichevole                                                                | -                                                                         |                                                                           |
| 4-1-2022                                                                  | Dubai                                                                     | Mauritania                                                                | 1 – 1                                                                     | Gabon                                                                     | Amichevole                                                                | -                                                                         | 46’                                                                       |
| 12-1-2022                                                                 | Limbe                                                                     | Mauritania                                                                | 0 – 1                                                                     | Gambia                                                                    | Coppa d'Africa 2021 - 1º turno                                            | -                                                                         | 59’                                                                       |
| 26-3-2022                                                                 | Nouakchott                                                                | Mauritania                                                                | 2 – 1                                                                     | Mozambico                                                                 | Amichevole                                                                | -                                                                         | 61’                                                                       |
| 29-3-2022                                                                 | Nouakchott                                                                | Mauritania                                                                | 2 – 0                                                                     | Libia                                                                     | Amichevole                                                                | -                                                                         | 78’                                                                       |
| 24-3-2023                                                                 | Lubumbashi                                                                | RD del Congo                                                              | 3 – 1                                                                     | Mauritania                                                                | Qual. Coppa d'Africa 2023                                                 | -                                                                         | 73’                                                                       |
| 28-3-2023                                                                 | Nouakchott                                                                | Mauritania                                                                | 1 – 1                                                                     | RD del Congo                                                              | Qual. Coppa d'Africa 2023                                                 | -                                                                         | 46’                                                                       |
| 6-1-2024                                                                  | Radès                                                                     | Tunisia                                                                   | 0 – 0                                                                     | Mauritania                                                                | Amichevole                                                                | -                                                                         | 71’                                                                       |
| 20-1-2024                                                                 | Bouaké                                                                    | Mauritania                                                                | 2 – 3                                                                     | Angola                                                                    | Coppa d'Africa 2023 - 1º turno                                            | -                                                                         | 59’                                                                       |
| Totale                                                                    |                                                                           | Presenze                                                                  | 9                                                                         |                                                                           | Reti                                                                      | 0                                                                         |                                                                           |

## Palmarès
- Campionato nordcipriota: 1

Mağusa: 2023-2024